# Süddeutsche Fußballmeisterschaft 1904/05
Die süddeutsche Fußballmeisterschaft 1904/05 des Verbandes Süddeutscher Fußball-Vereine gewann zum fünften Mal in Folge der Karlsruher FV, da der 1. FC Hanau 1893 im süddeutschen Finale nur mit zwei Spielern angetreten war, wurde Karlsruhe als Sieger erklärt. Dies war der fünfte Gewinn der süddeutschen Fußballmeisterschaft für die Karlsruher, die sich dadurch für die deutsche Fußballmeisterschaft 1904/05 qualifizierten. Dort erreichten sie nach Siegen über den Duisburger SpV und einem Freilos im Halbfinale das Finale der deutschen Fußballmeisterschaft. Der Gegner im Kölner Weidenpescher Park hieß Union 92 Berlin. Das von Ivo Schricker angeführte Karlsruher Staraufgebot kam in diesem Spiel mit der frech angreifenden BTuFC-Elf nicht zurecht und lag bereits nach 10 Minuten mit 0:1 zurück, am Ende gewann Union 92 mit 2:0.

## Modus und Übersicht
Zu dieser Spielzeit wurden die einzelnen regionalen Gauligen jeweils nochmal in einen Nord- und einen Südkreis unterteilt. Die Gaumeister qualifizierten sich ab dieser Spielzeit somit nicht mehr direkt für die süddeutsche Endrunde, sondern für die Endrunde des jeweiligen Kreises. Die beiden Kreismeister spielten dann in einem Finale den süddeutschen Fußballmeister aus.
| Kreis     | Kreismeister       | Kreiseinteilung                          |
| --------- | ------------------ | ---------------------------------------- |
| Nordkreis | 1. Hanauer FC 1893 | Ostmain, Westmain, Pfalz                 |
| Südkreis  | Karlsruher FV      | Mittelbaden, Bayern, Oberrhein, Schwaben |

## Nordkreis
Der Nordkreis war in drei Gaue aufgeteilt: Im Westmaingau traten die Mannschaften aus Frankfurt und Wiesbaden an, im Südmaingau jene aus der Region Hanau/Offenbach und im Pfalzgau die Mannheimer Vereine. Anders als der Name vermuten lässt, beteiligten sich keine Pfälzer Vereine an der Meisterschaft. Der Verband Pfälzer Vereine für Bewegungsspiele erklärte erst im Mai 1905 seinen Beitritt zum VSFV. In der Endrunde setzte sich der 1. Hanauer FC 93 durch und qualifizierte sich damit für das süddeutsche Endspiel. In Frankfurt wurde nach Abschluss der VSFV-Runde eine Stadtmeisterschaft des Frankfurter Association Bunds ausgetragen, die der FSV Frankfurt gewann.

### Gau Ostmain
| Pl. | Verein                     | Sp. | Tore  | Quote | Punkte |
| --- | -------------------------- | --- | ----- | ----- | ------ |
| 1.  | 1. Hanauer FC 1893         | 6   | 69:20 | 34,50 | 12:00  |
| 2.  | Akademischer SC Darmstadt  | 6   | 25:90 | 02,78 | 09:30  |
| 3.  | FK Olympia Darmstadt (N)   | 6   | 14:17 | 00,82 | 07:50  |
| 4.  | FC Viktoria Hanau          | 6   | 19:17 | 01,06 | 06:60  |
| 5.  | FC Teutonia 1900 Offenbach | 6   | 13:25 | 00,52 | 04:80  |
| 6.  | FVgg 03 Kesselstadt (N)    | 6   | 12:39 | 00,31 | 04:80  |
| 7.  | Kickers Offenbach          | 6   | 04:47 | 00,11 | 00:12  |

| (N) | Aufsteiger |

### Gau Westmain
| Pl. | Verein                       | Sp. | Tore  | Quote | Punkte |
| --- | ---------------------------- | --- | ----- | ----- | ------ |
| 1.  | Frankfurter FC Victoria 1899 | 9   | 60:11 | 5,45  | 18:00  |
| 2.  | Frankfurter FC Germania 1894 | 9   | 54:60 | 9,00  | 16:20  |
| 3.  | Frankfurter FC Kickers       | 9   | 43:14 | 3,07  | 14:40  |
| 4.  | FC Germania Bockenheim       | 9   | 36:24 | 1,50  | 10:80  |
| 5.  | 1. Wiesbadener FC 1901       | 9   | 31:23 | 1,17  | 10:80  |
| 6.  | FV Amicitia Bockenheim       | 9   | 26:37 | 0,64  | 08:10  |
| 7.  | FSV Frankfurt                | 9   | 26:24 | 1,08  | 06:12  |
| 8.  | Bockenheimer FVgg 1901       | 9   | 31:38 | 0,87  | 06:12  |
| 9.  | FC Hermannia Frankfurt a     | 9   | 00:68 | 0,00  | 00:18  |
| 10. | Frankfurter FC 1902 a        | 9   | 00:72 | 0,00  | 00:18  |

### Gau Pfalz
| Pl. | Verein                      | Sp. | Tore  | Quote | Punkte |
| --- | --------------------------- | --- | ----- | ----- | ------ |
| 1.  | Mannheimer FG Union 1897    | 3   | 10:20 | 5,00  | 5:1    |
| 2.  | Mannheimer FC Viktoria 1897 | 3   | 9:30  | 3,00  | 5:1    |
| 3.  | Mannheimer FG Germania 1897 | 3   | 6:70  | 0,86  | 2:4    |
| 4.  | Mannheimer FG 1896          | 3   | 0:13  | 0,00  | 0:6    |

### Endrunde Nordkreis
| Pl. | Verein                                             | Sp. | S | U | N | Tore    | Quote | Punkte |
| --- | -------------------------------------------------- | --- | - | - | - | ------- | ----- | ------ |
| 1.  | 1. Hanauer FC 1893 (Sieger Gau Ostmain)            | 2   | 2 | 0 | 0 | 009:100 | 9,00  | 04:0   |
| 2.  | Mannheimer FG Union 1897 (Sieger Gau Pfalz)        | 2   | 1 | 0 | 1 | 004:400 | 1,00  | 02:20  |
| 3.  | Frankfurter FC Victoria 1899 (Sieger Gau Westmain) | 2   | 0 | 0 | 2 | 001:900 | 0,11  | 0:40   |

#### Endrundenspiele Nordkreis
|                          | Ergebnis |                          | Ort       |
| ------------------------ | -------- | ------------------------ | --------- |
| 1. Hanauer FC 93         | 6:0      | FFC Victoria             | Offenbach |
| 1. Hanauer FC 93         | 3:1      | Mannheimer FG Union 1897 | Darmstadt |
| Mannheimer FG Union 1897 | 3:1      | FFC Victoria             | Darmstadt |

## Südkreis
Der Südkreismeister wurde in einer einfachen Runde der vier regionalen Gaumeister ermittelt. In Mittelbaden und Schwaben setzten sich die „Serienmeister“ Karlsruher FV und Stuttgarter Kickers durch, am Oberrhein der elsässische Verein FC Mülhausen 1893. In Bayern gewann wie im Vorjahr der FC Bayern München, der jedoch auf die Teilnahme an der Endrunde verzichtete. Der Karlsruher FV gewann seine Endrundenspiele ohne Gegentor und verteidigte damit seinen Titel.
In Nürnberg und Fürth organisierte der kurz zuvor gegründete Nürnberg-Fürther Fußball-Bund erstmals einen organisierten Wettspielbetrieb. Es wurden eine Herbst- und eine Frühjahrsmeisterschaft ausgetragen, die der 1. FC Nürnberg beide gewann. An der süddeutschen Meisterschaft nahm hingegen kein fränkischer Verein teil.

### Gau Mittelbaden
| Pl. | Verein                     | Sp. | S | U | N | Tore    | Quote | Punkte |
| --- | -------------------------- | --- | - | - | - | ------- | ----- | ------ |
| 1.  | Karlsruher FV (SM)         | 4   | 4 | 0 | 0 | 018:400 | 4,50  | 08:0   |
| 2.  | 1. FC Pforzheim (N)        | 4   | 3 | 0 | 1 | 026:700 | 3,71  | 06:20  |
| 3.  | FC Frankonia Karlsruhe     | 4   | 2 | 0 | 2 | 010:100 | 1,00  | 04:40  |
| 4.  | Karlsruher FC Phönix       | 4   | 1 | 0 | 3 | 010:120 | 0,83  | 02:60  |
| 5.  | FC Alemannia Karlsruhe (N) | 4   | 0 | 0 | 4 | 000:310 | 0,00  | 0:80   |

| (SM) | süddeutscher Titelverteidiger |
| (N)  | Aufsteiger                    |

### Gau Bayern
In München wurde wieder eine Meisterschaft des Münchner Fußball-Bunds ausgespielt und vom MTV München gewonnen, die jedoch nicht als Qualifikation zur süddeutschen Endrunde diente. Der VSFV bildete hier eine eigene Gauklasse.
| Pl. | Verein                  | Sp. | S | U | N | Tore    | Quote | Punkte |
| --- | ----------------------- | --- | - | - | - | ------- | ----- | ------ |
| 1.  | FC Bayern München       | 3   | 3 | 0 | 0 | 016:600 | 2,67  | 06:0   |
| 2.  | 1. FC Nürnberg          | 3   | 2 | 0 | 1 | 008:300 | 2,67  | 04:20  |
| 3.  | FC Bavaria 1899 München | 3   | 0 | 1 | 2 | 008:120 | 0,67  | 01:50  |
| 4.  | 1. Münchner FC 1896     | 3   | 0 | 1 | 2 | 008:190 | 0,42  | 01:50  |

### Gau Oberrhein
| Pl. | Verein            | Sp. | S | U | N | Tore    | Quote | Punkte |
| --- | ----------------- | --- | - | - | - | ------- | ----- | ------ |
| 1.  | FC Mülhausen 1893 | 2   | 1 | 0 | 1 | 008:500 | 1,60  | 02:20  |
| 2.  | Freiburger FC     | 2   | 1 | 0 | 1 | 005:500 | 1,00  | 02:20  |
| 3.  | Straßburger FV    | 2   | 1 | 0 | 1 | 005:800 | 0,63  | 02:20  |

### Gau Schwaben
| Pl. | Verein                    | Sp. | S | U | N | Tore    | Quote | Punkte |
| --- | ------------------------- | --- | - | - | - | ------- | ----- | ------ |
| 1.  | Stuttgarter Cickers       | 4   | 4 | 0 | 0 | 022:100 | 22,00 | 08:0   |
| 2.  | Süddeutscher FC Stuttgart | 4   | 2 | 1 | 1 | 017:400 | 4,25  | 05:30  |
| 3.  | FC Karlsvorstadt          | 4   | 2 | 1 | 1 | 016:800 | 2,00  | 05:30  |
| 4.  | FV Schwaben Stuttgart     | 4   | 1 | 0 | 3 | 004:230 | 0,17  | 02:60  |
| 5.  | FA Privat TV Ulm          | 4   | 0 | 0 | 4 | 005:280 | 0,18  | 0:80   |

### Endrunde Südkreis
| Pl. | Verein                                    | Sp. | S | U | N | Tore    | Quote | Punkte |
| --- | ----------------------------------------- | --- | - | - | - | ------- | ----- | ------ |
| 1.  | Karlsruher FV (Sieger Gau Mittelbaden)    | 3   | 3 | 0 | 0 | 012:000 | ∞     | 06:0   |
| 2.  | Stuttgarter Cickers (Sieger Gau Schwaben) | 3   | 2 | 0 | 1 | 010:500 | 2,00  | 04:20  |
| 3.  | FC Mülhausen 1893 (Sieger Gau Oberrhein)  | 3   | 1 | 0 | 2 | 008:100 | 0,80  | 02:40  |
| 3.  | FC Bayern München (Sieger Gau Oberbayern) | 3   | 0 | 0 | 3 | 000:150 | 0,00  | 0:60   |

#### Endrundenspiele Südkreis
|                     | Ergebnis |                     | Ort       |
| ------------------- | -------- | ------------------- | --------- |
| Karlsruher FV       | 2:0      | Stuttgarter Kickers | Pforzheim |
| Stuttgarter Kickers | 5:3      | FC Mülhausen 1893   | Karlsruhe |

Der FC Bayern München trat jeweils nicht an, Mülhausen trat gegen den KFV nicht an. Alle Spiele wurden mit 0:5 für den Gegner gewertet.

## Endspiel um die süddeutsche Meisterschaft
Das Finale sollten die Sieger der Endrunden des Nord- und des Südkreises am 26. März 1905 in Mannheim ausspielen. Durch ein gefälschtes Telegramm wurde Hanau einen Tag vorher die Verlegung des Spiels mitgeteilt und reiste deshalb nicht mit der kompletten Mannschaft an. Daraufhin erklärte der Schiedsrichter den Karlsruher FV mit 5:0 zum Sieger. Ein Protest der Hanauer gegen diese Entscheidung wurde vom Verband abgelehnt.

„Diese Bestimmungen (Wettspieltermine) sind endgültig und können nur vom Keisausschuss allein in den allerdringlichsten Fällen umgestoßen werden. eine solche Umstoßung darf jedoch nicht später als 3 Tage vor dem betr. Termin den betr. Vereinen bekannt gegeben werden.“

| Datum         |                                 | Ergebnis |                                       |
| ------------- | ------------------------------- | -------- | ------------------------------------- |
| 26. März 1905 | Karlsruher FV (Sieger Südkreis) | 5:0      | 1. Hanauer FC 1893 (Sieger Nordkreis) |